# Crepidium octodentatum
Crepidium octodentatum är en orkidéart som först beskrevs av Gunnar Seidenfaden, och fick sitt nu gällande namn av Dariusz Lucjan Szlachetko. Crepidium octodentatum ingår i släktet Crepidium, och familjen orkidéer. Inga underarter finns listade i Catalogue of Life.